# 周永顺
周永顺（1942年2月—），甘肃榆中人，中国人民解放军中将。 
1961年入伍，1964年3月加入中国共产党。历任第59团政治委员，陆军第201师副政治委员，陆军第47军政治部主任。1989年任第47集团军政治委员，1993年任新疆军区副政治委员，1996年任兰州军区副政治委员兼新疆军区政治委员，1998年被授予中将军衔。2000年11月因乌鲁木齐爆炸事件被免去所有职务，2001年10月任沈阳军区副政治委员，2005年退役。
1990年授予中国人民解放军少将，1997年授予中国人民解放军中将。